# Sovjetunionen i olympiska vinterspelen 1984
Sovjetunionen deltog i olympiska vinterspelen 1984. Sovjetunionens trupp bestod av 99 idrottare, 74 män och 25 kvinnor.

## Medaljer

### Guld
- Hastighetsåkning på skridskor
  - 500 m herrar: Sergej Fokitjev
  - 10 000 m herrar: Igor Malkov
- Längdskidåkning
  - 30 km herrar: Nikolaj Zimjatov
- Konståkning
  - Par: Jelena Valova och Oleg Vasiljev
- Skidskytte
  - Stafett herrar: Dmitrij Vasiljev, Jurij Kasjkarov, Algimantas Sjaln och Sergej Buligin
- Ishockey
  - Herrar: Sovjetunionens herrlandslag i ishockey

### Silver
- Hastighetsåkning på skridskor
  - 1 000 m herrar: Sergej Chlebnikov
  - 1 500 m herrar: Sergej Chlebnikov
  - 10 000 m herrar: Igor Malkov
- Längdskidåkning
  - 10 km damer: Raisa Smetanina
  - 20 km damer: Raisa Smetanina
  - 30 km herrar: Aleksandr Savjalov
  - Stafett herrar: Aleksandr Batjuk, Aleksandr Savjalov, Vladimir Nikitin, Nikolaj Zimjatov
- Rodel
  - Herrar: Sergej Danilin
  - Dubbel: Jevgenij Belusov och Aleksandr Beljakov
- Konståkning
  - Isdans: Natalja Bestemjanova och Andrej Bukin

### Brons
- Hastighetsåkning på skridskor
  - 1 000 m herrar: Oleg Bozjev
  - 1 000 m damer: Natalja Petrusjova
  - 1 500 m damer: Natalja Petrusjova
  - 500 m damer: Natalja Sjive
- Konståkning
  - Damer: Kira Ivanova
  - Isdans: Marina Klimova och Sergej Ponomarenko
  - Par: Larisa Selesneva och Oleg Makarov
- Rodel
  - Herrar: Valerij Dudin
- Bob
  - Tvåmans: Zintis Ekmanis och Vladimir Aleksandrov